# Laurie Byers
Laurence "Laurie" John Byers (Whangarei, 31 de março de 1941 – 21 de julho de 2024) foi um ciclista neozelandês.
Conquistou a medalha de bronze na prova de estrada em ambos os Jogos do Império Britânico e da Commonwealth de 1962 e 1966.
Sua única aparição olímpica foi nos Jogos Olímpicos de Verão de 1964, onde terminou em décimo na prova de estrada, e fez parte da equipe neozelandesa que terminou em décimo oitavo na corrida dos 100 km contrarrelógio por equipes.